# العلاقات الجزائرية المالية
العلاقات الجزائرية المالية هي العلاقات الثنائية بين الجزائر ومالي. لدى الجزائر سفارة في باماكو وقنصلية في جاو، ولدى مالي سفارة في الجزائر.
كانت كلتا البلدان مستعمرتان فرنسيتان وقد شكلت الحدود الطويلة المشتركة في منطقة الساحل عقبةً كبيرة في العلاقات بين البلدين. وأدى عدم الاستقرار في مالي بعد ثورة الطوارق عام 2012 في إقليم أزواد إلى زيادة وجود تنظيم القاعدة في بلاد المغرب الإسلامي ما وضع الجزائر في موقفٍ صعب. وردت الجزائر بتحصين حدودها الجنوبية ووضعت مزيداً من القوات لتأمين حدودها مع مالي.
يشكل المهاجرون الماليون ما لا يقل عن نسبة 1% من مجموع سكان الجزائر، ويعيش معظمهم في المدن الساحلية مثل وهران وقسنطينة والعاصمة كما يقطنون في مدن الجنوب في ولايتي تمنراست وأدرار.
يعمل البلدان على زيادة سبل التعاون المتبادل في المجال الاقتصادي.
وفي ديسمبر عام 2023، استدعت مالي مبعوثها لدى الجزائر بعد اتهامه بالتدخل في شؤونها الداخلية من خلال الاجتماع مع قادة المتمردين، مما أدى إلى تفاقم التوترات الدبلوماسية بشأن الجهود المبذولة لإنهاء التمرد الانفصالي والإسلامي في شمال مالي.